# Résolution 1196 du Conseil de sécurité des Nations unies
Membres permanents
- Chine
- États-Unis
- France
- Royaume-Uni
- Russie

Membres non permanents
- Bahrain
- Brésil
- Costa Rica
- Gabon
- Gambie
- Japon
- Kenya
- Portugal
- Slovénie
- Suède

Résolution no 1195 Résolution no 1197
La résolution 1196 du Conseil de sécurité des Nations unies est adoptée à l'unanimité le 16 septembre 1998, après avoir rappelé la résolution 1170 (1998) sur l'Afrique ; le Conseil y commente sur l'importance de renforcer l'efficacité des embargos sur les armes en vigueur dans plusieurs pays du continent.
La résolution réaffirme l'obligation de tous les États d'appliquer les décisions du Conseil de sécurité relatives aux embargos sur les armes et les encourage à faire des violations des embargos un délit pénal. Elle encourage l'amélioration de la surveillance des embargos sur les armes par le biais d'échanges régionaux d'informations, comme ceux de l'OUA, de la Communauté économique des États de l'Afrique de l'Ouest (CEDEAO), de la Communauté de développement d'Afrique australe (SADC) et de l'Autorité intergouvernementale pour le développement (IGAD). La résolution rappelle que tous les États doivent faire rapport des violations des embargos sur les armes.
La résolution est votée le 16 septembre 1998. 15 pays votent pour - les 5 membres permanents, ainsi que les membres non-permanents qui étaient le Bahreïn, le Brésil, le Costa Rica, le Gabon, la Gambie, le Japon, le Kenya, le Portugal, la Slovénie et la Suède - et il n'y a ni abstention ni vote contre.